# Regne d'Israel
Segons la Bíblia i les religions abrahàmiques, el Regne d'Israel (en hebreu, מַמְלֶכֶת יִשְׂרָאֵל, Mamlékhet Yisra'el) va ser el regne proclamat pels israelites quan les tribus van demanar al jutge Samuel que designés un rei. Aquest regne hauria existit entre 1050-720 a.n.e. segons la cronologia tradicional, o entre el 1117-740 a.n.e. segons la cronologia bíblica.

## Època dels jutges
Des que els hebreus van conquerir bona part de Canaan, Israel va quedar repartida en tribus, d'entre les quals de tant en tant s'erigia un jutge que s'encarregava de liderar una revolta quan se sentien oprimits per pobles estrangers. Aquesta situació es va prolongar fins que els israelites van voler ser com la resta de pobles veïns i, per tant, van demanar un rei al jutge més important del moment, Samuel.

## Regne d'Israel unit

### Saül
Samuel va ungir Saül, de la tribu de Benjamí, com a rei. Aquest israelita era d'una família rica i el poble el va acceptar. Saül va instal·lar la capital a Guibà (Gibeah). Tot i que al principi tot anava be, les topades amb Samuel van trencar llur relació i Saül es va convertir en un rei arrogant i egoista. Per altra banda, el jove David de la tribu de Judà es va començar a guanyar la gent amb les seves victòries militars i manera de ser. Saül el va veure com un competidor i el va intentar matar fins que els esposos David i Mical, que era la filla de Saül, van poder fugir. A l'exili van rebre el suport de quatre-cents homes.

### David
Un cop va morir Saül a la batalla de Guilboa contra els filisteus, David va ser anomenat rei de Judà a Hebron, des d'on va regnar durant set anys, però un fill de Saül, Ixbóixet, es va proclamar rei de les altres tribus. Dos anys després, Ixbóixet va ser assassinat i David va ser coronat rei de tot Israel a l'edat de trenta anys. Va regnar durant quaranta anys en total. Va establir la capital a Jerusalem, que encara era un assentament petit on hi havia una comunitat de jebuseus.
David va guanyar tots els seus enemics i va estendre el regne fins al riu Eufrates al nord, i fins al torrent d'Egipte al sud. Durant anys va ser un rei molt poderós i respectat, però quan va ser acusat pel profeta Natan de cometre adulteri amb Bat-seba i d'haver assassinat el seu marit, els problemes hi van aparèixer. El seu fill Absalom va fer un cop d'estat i David va haver de fugir. La guerra civil va esclatar fins que Absalom va morir en combat i David va ser restituït al tron de Jerusalem. Al final del seu regnat, David es va assegurar de tenir un terreny disponible perquè el seu fill Salomó pogués construir un temple. Quan ja era molt vell, també es va enfrontar a un complot del seu fill Adonies, que volia ser el successor en comptes del fill escollit, Salomó. Finalment, però, el complot va fracassar.

### Salomó

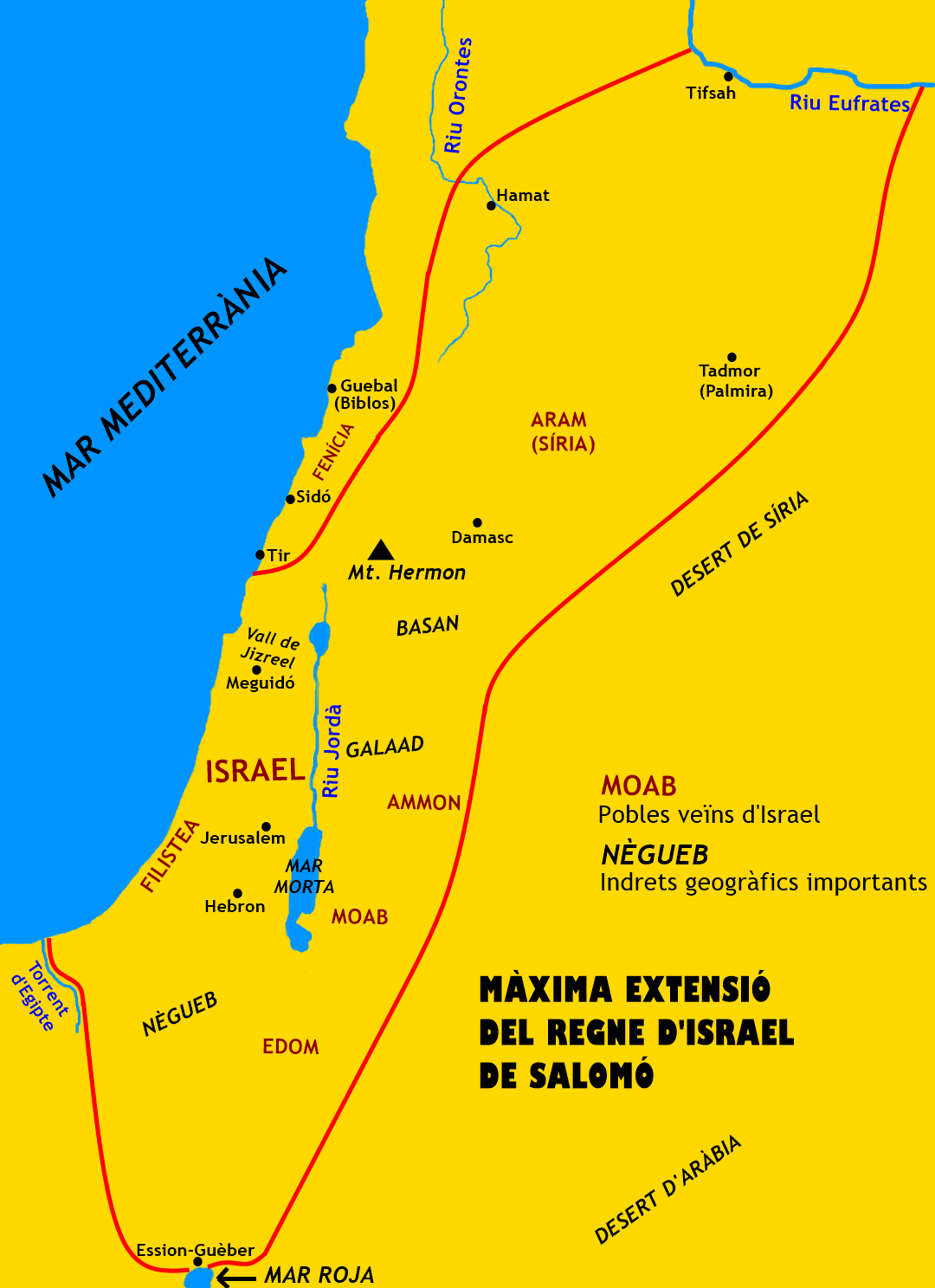
Màxima extensió del Regne d'Israel en l'època del rei Salomó

David va morir de vell i el seu fill Salomó va governar Israel durant l'època més esplendorosa del regne. La construcció del temple va ser la seva primera tasca a realitzar, amb l'ajuda del rei Hiram de Tir. La construcció va durar 7 anys i mig. El cost va ser, si fa no fa, de 50 mil milions d'euros per causa de l'alta qualitat de materials dels materials de construcció i l'or en el mobiliari les finicions. Segurament va ser el temple més majestuós d'aquella època i es considera l'edificació més cara de la història. Salomó va fomentar molt el comerç, va construir edificacions de tot tipus i va mantenir la pau amb els pobles del voltant, que el respectaven. Però un cop va morir de vell, el regne es va dividir en dues parts.

## Divisió del regne

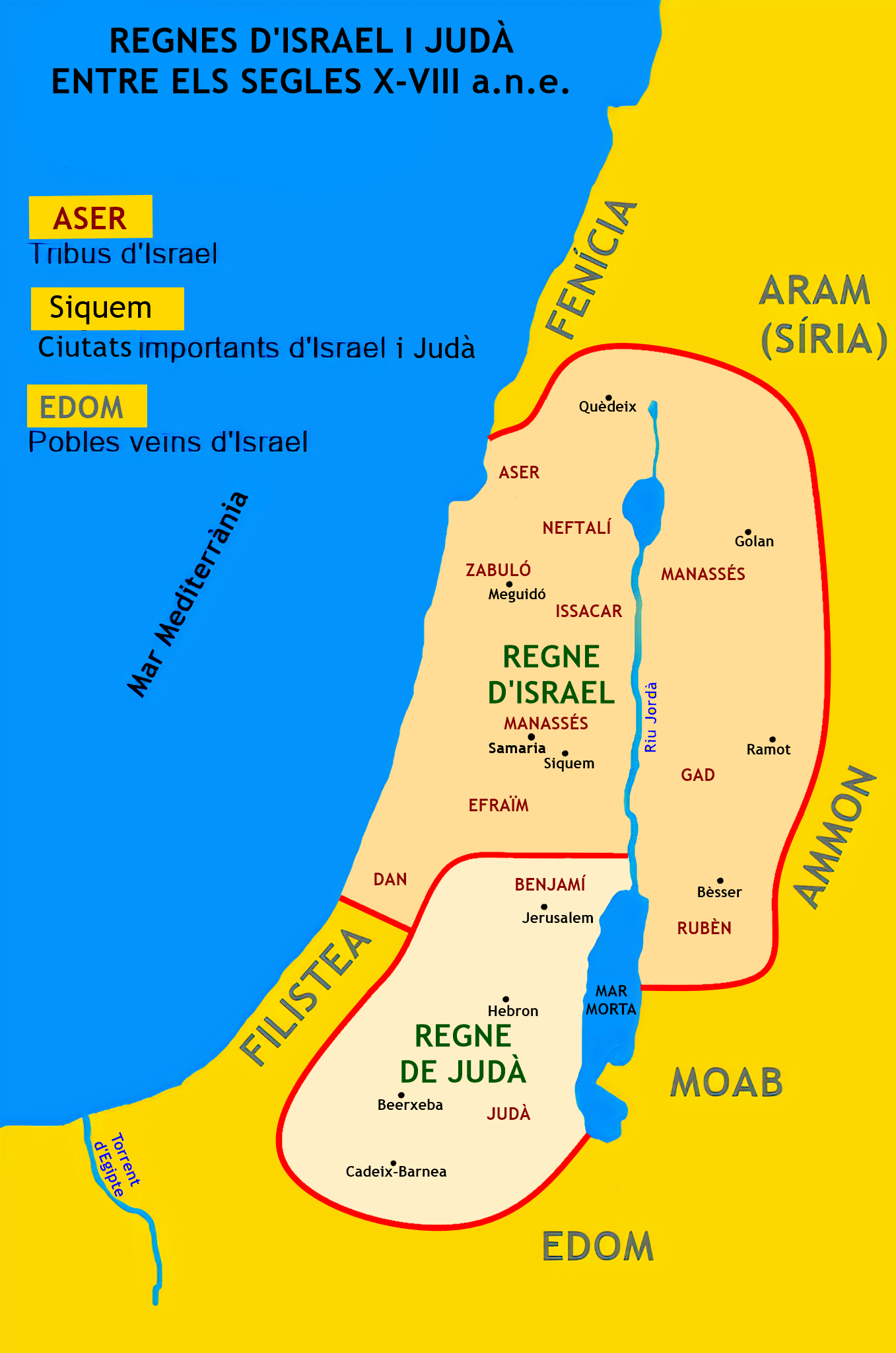
Regnes de Judà i Israel després de la divisió.

A la mort de Salomó, la relació entre les tribus es va tibar molt fins al punt que les deu tribus del nord van fer rei a Jeroboam, un oficial proper a la cort, i les dos tribus del sud van fer rei a Roboam, fill de Salomó. Des de llavors hi hauria dos regnes: el Regne d'Israel i el Regne de Judà.
Aquest Regne d'Israel va tenir la capital a Siquem en un principi, després a Tirsà (Tirzah), a prop de Siquem i, finalment, la més important: Samaria. Aquest nou regne va estar governat per diferents dinasties i diversos usurpadors. En ocasions s'enfrontaven amb els veïns de Judà, que mantenien la dinastia de David, o a amb altres pobles del voltant. Un d'aquests, els assiris, va arrasar la capital, Samaria, al segle viii aC i van deportar bona part de la població. Així va arribar la fi del Regne d'Israel.

## Historicitat
Existeixen proves arqueològiques d'una explosió demogràfica a la zona, d'un sistema polític plenament organitzat i d'edificacions importants, així com la presencia del regne en algunes inscripcions moabites. En el darrers anys, les excavacions realitzades a Tel 'Eton per Avraham Faust i les datacions publicades per aquest professor de la Universitat Bar Ilán i per Yair Sapir, han aportat noves evidències que donen suport l'existència del Regne d'Israel.

## Cronologia bíblica
La cronologia bíblica difereix en les dates proposades per alguns historiadors. Aquestes són les seves: (a.n.e.):
Regne d'Israel unit
- 1117-1077 Saül primer rei d'Israel.

- 1077-1070 David rei de Judà.

- 1070-1037 David rei de tot Israel, màxima extensió del regne.

- 1037-998 Salomó rei d'Israel, construcció del temple de Jerusalem i màxima prosperitat.

- 997 Israel es divideix en dos regnes. El Regne de Judà al sud, que segueix la dinastia de David, i el Regne d'Israel al nord, que serà governat per diverses dinasties locals.

Nou Regne d'Israel
- 997 Jeroboam: 22 anys

- 976 Nadab: 2 anys

- 975 Baixà: 24 anys

- 952 Elà: 2 anys; Zimrí: 7 dies (951)

- 951 Omrí i Tibní: 4 anys; Omrí (sol): 8 anys

- 940 Acab: 22 anys

- 919 Ahazià: 2 anys

- 917 Jehoram o Joram: 12 anys

- 905 Jehú: 28 anys

- 876 Joahaz: 17 anys

- 859 Jehoaix o Joaix: 16 anys

- 844 Jeroboam II: 41 anys

- 803 Zacaries: 6 mesos, segons el registre bíblic

(Zacaries va començar a regnar en cert sentit, però sembla que el seu regnat no es va confirmar del tot fins al 792 aproximadament)
- 791 Xaŀlum: 1 mes; Menahem: 10 anys

- 780 Pecahià: 2 anys

- 778 Pècah: 20 anys

- 758 Oixea: 9 anys, des de 748

- 748 Sembla que cap a l’any 748, la governació d’Oixea es va establir completament o potser va rebre el suport del monarca assiri Tiglat-Pilèsser III

- 740 Assíria conquista Samària i sotmet Israel, fi del regne d'Israel, format per les deu tribus del nord.

## Cronologia tradicional
Aquestes dates van ser proposades en el seu moment pels arqueòlegs William F. Albright i Edwin R. Thiele, i més modernament per Gershon Galil.
Regne d'Israel unit:
| Albright          | Thiele            | Galil             | Nom bíblic      | Nom real                                                       | Notes |
| ----------------- | ----------------- | ----------------- | --------------- | -------------------------------------------------------------- | --- |
| Casa de Saül      |                   |                   |                 |                                                                | |
| c.1080 aC-1010 aC | c.1050 aC-1010 aC | c.1050 aC-1010 aC | Saül            | שאול בן-קיש מלך ישראל Sha'ul ben Qysh, Melekh Yisra'el         | Mort: Suïcidi després de perdre una batalla contra els filisteus                                                                               |
| c.1010 aC-1008 aC | c.1000 aC-998 aC  | c.1010 aC-1008 aC | Ixbóixet        | איש-בשת בן-שאול מלך ישראל Ishba'al ben Sha'ul, Melekh Yisra'el | Fill de l'anterior; Mort: Assassinat |
| Casa de David     |                   |                   |                 |                                                                | |
| c.1000 aC-?       | ?                 | c.1008 aC-?       | David           | דוד בן-ישי מלך ישראל David ben Yishay, Melekh Yisra’el         | Cunyat de l'anterior; Exiliat de Jerusalem per la sublevació del seu fill Absalom                                                              |
| ?                 | ?                 | ?                 | Absalom         | אַבְשָׁלוֹם בן-דוד מלך ישראל Avshalom ben David, Melekh Yisra’el    | Usurpador del tron uns mesos; Fill de l'anterior; Mort:Assassinat                                                                              |
| ?-c.962 aC        | ?                 | ?-970 aC          | David 2a vegada | דוד בן-ישי מלך ישראל David ben Yishay, Melekh Yisra’el         | Retorna al tron en vèncer al seu fill Absalom Mort:Causes naturals Els seus drets successoris se'ls disputaren els seus fills Salomó i Adonies |
| c.962 aC-c.922 aC | ?                 | c.970 aC-931 aC   | Salomó          | שלמה בן-דוד מלך ישראל Shelomoh ben David, Melekh Yisra'el      | Fill de l'anterior; Mort: Causes Naturals |
|                   |                   |                   |                 |                                                                | |

Després de la divisió del regne:
| Albright         | Thiele          | Galil           | Nom bíblic  | Nom real                                                         | Notes |
| ---------------- | --------------- | --------------- | ----------- | ---------------------------------------------------------------- | --- |
| Casa de Jeroboam |                 |                 |             |                                                                  | |
| c.922 aC-901 aC  | c.931 aC-910 aC | c.931 aC-909 aC | Jeroboam    | ירבעם בן-נבט מלך ישראל Yerav’am ben Nevat, Melekh Yisra'el       | General en cap de l'exèrcit del Rei Salomó d'Israel; Es va sublevar contra l'hereu al tron, Roboam Mort: Causes Naturals |
| c.901 aC-900 aC  | c.910 aC-909 aC | c.909 aC-908 aC | Nadab       | נדב בן-ירבעם מלך ישראל Nadav ben Yerav’am, Melekh Yisra'el       | Fill de l'anterior Mort:Assassinat junt amb tota la seva família per Baixà                                               |
| Casa de Baixà    |                 |                 |             |                                                                  | |
| c.900 aC-877 aC  | c.909 aC-886 aC | c.908 aC-885 aC | Baixà       | בעשא בן-אחיה מלך ישראל Basha ben Achiyah, Melekh Yisra'el        | General de l'exèrcit de Nadab Mort:Causes naturals                                                                       |
| c.877 aC-876 aC  | c.886 aC-885 aC | c.885 aC-884 aC | Elà         | אלה בן-בעשא מלך ישראל Elah ben Basha, Melekh Yisra'el            | Fill de l'anterior Mort:Assassinat per Zimrí                                                                             |
| Casa de Zimrí    |                 |                 |             |                                                                  | |
| c.876 aC         | c.885 aC        | c.884 aC        | Zimrí       | זמרי מלך ישראל Zimri, Melekh Yisra'el                            | Oficial de l'exèrcit d'Elà, fou rei durant 7 dies Mort:Suïcidi                                                           |
| Casa d'Omrí      |                 |                 |             |                                                                  | |
| c.876 aC-869 aC  | c.885 aC-874 aC | c.884 aC-873 aC | Omrí        | עמרי מלך ישראל Omriyyāh, Melekh Yisra'el                         | Oficial de l'exèrcit d'Elà; Va lluitar per la successió amb Tibní. Mort:Causes naturals                                  |
| c.869 aC-850 aC  | c.874 aC-853 aC | c.873 aC-852 aC | Acab        | אחאב בן-עמרי מלך ישראל Ahăāb ben Omriyyāh, Melekh Yisra'el       | Fill de l'anterior Mort:Derrotat pels assiris a la batalla de Galaad                                                     |
| c.850 aC-849 aC  | c.853 aC-852 aC | c.852 aC-851 aC | Ahazià      | אחזיהו בן-אחאב מלך ישראל Ahazyahu ben Ahăāb, Melekh Yisra'el     | Fill de l'anterior Mort:Accident domèstic                                                                                |
| c.849 aC-842 aC  | c.852 aC-841 aC | c.851 aC-842 aC | Jehoram     | יורם בן-אחאב מלך ישראל Yehoram ben Ahazyahu, Melekh Yisra'el     | Fill de l'anterior Mort:Sublevació i assassinat per Jehú                                                                 |
| Casa de Jehú     |                 |                 |             |                                                                  | |
| c.842 aC-815 aC  | c.841 aC-814 aC | c.842 aC-815 aC | Jehú        | יהוא בן-יהושפט מלך ישראל Yəhû ben Yehoshafat, Melekh Yisra'el    | Capità de l'exèrcit de Jehoram Mort:Causes naturals                                                                      |
| c.815 aC-801 aC  | c.814 aC-798 aC | c.815 aC-804 aC | Joahaz      | יהואחז בן-יהוא מלך ישראל Yeho’ahaz ben Yəhû, Melekh Yisra'el     | Fill de l'anterior Mort:Causes naturals                                                                                  |
| c.801 aC-786 aC  | c.798 aC-782 aC | c.804 aC-790 aC | Jehoaix     | יואש בן-יואחז מלך ישראל Yeho’ash ben Yeho’ahaz, Melekh Yisra'el  | Fill de l'anterior Mort:Causes naturals                                                                                  |
| c.786 aC-746 aC  | c.782 aC-753 aC | c.790 aC-750 aC | Jeroboam II | ירבעם בן-יואש מלך ישראל Yerav’am ben Yeho’ash, Melekh Yisra'el   | Fill de l'anterior Mort:Causes naturals                                                                                  |
| c.746 aC         | c.753 aC        | c.750 aC-749 aC | Zacarià     | זכריה בן-ירבעם מלך ישראל Zekharyah ben Yerav’am, Melekh Yisra'el | Fill de l'anterior Mort:Assassinat per Xal·lum                                                                           |
| Casa de Xal·lum  |                 |                 |             |                                                                  | |
| c.746 aC         | c.753 aC        | c.749 aC        | Xal·lum     | שלם בן-יבש מלך ישראל Shallum ben Yavesh, Melekh Yisra'el         | Home destacat del regne, va governar un mes. Mort:Assassinat per Menahem                                                 |
| Casa de Menahem  |                 |                 |             |                                                                  | |
| c.746 aC-738 aC  | c.753 aC-742 aC | c.749 aC-738 aC | Menahem     | מנחם בן-גדי מלך ישראל Menahēm ben Gadi, Melekh Yisra'el          | General de l'exèrcit de Zacarià Mort:Causes naturals                                                                     |
| c.738 aC-737 aC  | c.742 aC-740 aC | c.738 aC-736 aC | Pecahià     | פקחיה בן-מנחם מלך ישראל Pekahyah ben Menahēm, Melekh Yisra'el    | Fill de l'anterior Mort:Assassinat per Pècah                                                                             |
| Casa de Pècah    |                 |                 |             |                                                                  | |
| c.737 aC-732 aC  | c.740 aC-732 aC | c.736 aC-732 aC | Pècah       | פקח בן-רמליהו מלך ישראל Pekah ben Remalyahu, Melekh Yisra'el     | Segon de Pecahià Enderrocat per una conspiració                                                                          |
| Casa d'Oixea     |                 |                 |             |                                                                  | |
| c.732 aC-722 aC  | c.732 aC-722 aC | c.732 aC-722 aC | Oixea       | הושע בן-אלה מלך ישראל Hoshe’a ben Elah, Melekh Yisra'el          | Personatge influent del regne Empresonat per Sargon II d'Assíria                                                         |
|                  |                 |                 |             |                                                                  | |